# مشرق‌نیوز
مشرق‌نیوز، یک خبرگزاری فعال نزدیک به سازمان اطلاعات سپاه پاسداران در ایران است. مدیرمسئولی این وبگاه را رضا داوری بر عهده دارد. برخی منابع از این وبگاه به‌عنوان رسانه نزدیک به سازمان اطلاعات سپاه پاسداران نام برده‌اند. مشرق نیوز منتقد سرسخت نبود آزادی بیان در غرب و رسانه‌های دیگر است اما به گفته دویچه وله، مشرق‌نیوز در قسمت دیدگاه‌ها و نظرات مخاطبان، گاه نظر کاربران را تغییر می‌دهد یا گلچین می‌کند تا طبق منافع و سیاست خبرگزاری خود نظرات را انتشار دهد که این کاملاً در تعارض با شعار آزادی بیانی ست که سر می‌دهد. این خبرگزاری اخباری شدیداً در ضدیت با تاریخ و هویت ایران گزارش می‌کند و از اصطلاحی مانند «کوروش‌پرستی» استفاده می‌برد. این خبرگزاری به دلیل سانسور، تغییر تصاویر خبری و تحریف محتوای خبر معروف است.

## تاریخچه
مشرق نیوز برای چند روز در سال ۱۳۸۹ در ایران فیلتر شد. این خبرگزاری در دادگاهی به تاریخ خرداد ۱۴۰۱ که به خاطر انتشار اخبار کذب منتشر شده بود، تبرئه شد.

## تیترهای خبری
در بسیاری از موارد تیترهای خبری مشرق از انصاف برخوردار نیست و علاوه بر جهت‌گیری، درصدد هدایت ذهن‌ها به سمت اهداف خود برمی‌آید.
به‌طور مثال در روز ۹ آذرماه سال ۹۹ دو اتفاق مشابه را که همزمان در کویت و ایران رخ داده است به شکل متفاوتی تیتر سازی می‌کند که درمورد ایران ذهن خواننده به سمت مثبت نگری و درباب کویت به سمت منفی‌نگری هدایت می‌شود.
- عنوان آب گرفتگی و جاری شدن سیلاب در کویت: «کویت را آب بُرد»[۶]
- عنوان همزمان دربارهٔ آب گرفتی در شهر آبادان: «آبادان ونیز شد»[۷]

همچنین مشرق‌نیوز با انتشار توئیت‌های کاربران و نوشته‌های کانال‌های تلگرامی و اذعان بیطرفی دربارهٔ آنها تیترهای جهت‌داری می‌زند و اتهامات دروغینی را نیز وارد می‌کند؛
برخی دیگر از عنوان‌ها خبری همراه با اتهامات غیر مستند:
- عاقبت اسباب بازی دیگران بودن در رابطه با سعید ملایی[۸]
- فریب خورده و وطن فروش بودن کیمیا علیزاده[۹][۱۰]
- مجاهد خلق بودن حامد اسماعیلیون[۱۱]
- شورشی و اغتشاشگر بودن کسری نوری[۱۲]
- وطن‌فروشی شیرین عبادی برنده جایزه صلح نوبل[۱۳]
- کلاهبرداری یک بلاگر اینستاگرامی (سهیل سنگرزاده)[۱۴]
- تشکیل دولت کومله در ایران[۱۵]

## داستان‌های قابل توجه
در سال ۲۰۱۰، مشرق نیوز حکم ۱۹ سال و ۶ ماه زندان را که برای وبلاگ نویس مخالف کانادایی-ایرانی، حسین درخشان صادر شده بود، اعلام کرد و درخشان «به دلیل همکاری با کشورهای دشمن، تبلیغ علیه نظام حکومتی اسلامی، تبلیغ گروه‌های کوچک ضدانقلاب، مدیریت وب سایت‌های ناپسند و توهین به مقدسات اسلامی» محکوم شد.
این آژانس خبری به دلیل سانسور و تغییر تصاویر خبری معروف است. در سال ۲۰۱۱، هنگامی که سارا شورد از زندان ایران آزاد شد، نواحی پستان و بازوهای شورد را در عکس‌ها تار کرد.
در ژانویه ۲۰۱۲، مشرق نیوز ماجرای شش ماه حبس زندان را که به فائزه هاشمی رفسنجانی، فعال حقوق زنان، نماینده سابق مجلس و دختر اکبر هاشمی رفسنجانی رئیس‌جمهور سابق، را افشا کرد.
اتحادیه مبارزه با افترا، مشرق نیوز را به دلیل انکار هولوکاست و اطلاعات غلط از جمله استناد به ادعای نادرست مبنی بر اینکه نازی‌ها «از قربانیان یهودی خود صابون درست می‌کردند» و به عنوان شواهدی برای وقوع نیافتن هولوکاست متهم کرده است.
در ژانویه ۲۰۱۳، مشرق نیوز نام پنج روزنامه‌نگار ایرانی را که متهم به ضدانقلابی بودن و «نزدیک به توطئه گران» بودند، گزارش کرد، اصطلاحی که دولت ایران برای توصیف کسانی که با مخالفان خارجی خود کار می‌کنند، استفاده می‌کند. از میان اینها ۵ نفر سردبیر و دو نفر از پرسنل روزنامه اصلاح طلب اعتماد، سردبیر روزنامه بهار و سردبیر ایلنا بودند.
در سال ۲۰۱۲، مشرق نیوز گزارشی را منتشر کرد و آمریکا و بریتانیا را به همکاری با صهیونیست‌ها و هالیوود برای ترویج همجنس‌گرایی، به عنوان بخشی از برنامه خود برای سلطه بر جهان، متهم کرد. در این گزارش از تل آویو به عنوان «بهشت همجنسگرایان روی زمین» یاد شده است.
در سال ۱۳۹۹ نیز مشرق نیوز اتهاماتی علیه رسانه‌های اصلاح‌طلب منتشر کرد و آنان را به توهین به مقدسات اسلام متهم نمود. این ادعا با واکنش رسانه‌های مختلفی همراه شد.